# Famosa
Famosa (Fábricas Agrupadas de Muñecas de Onil Sociedad Anónima) és una empresa joguetera valenciana ubicada al poble d'Onil (Foia de Castalla, País Valencià).

## Història
La població d'Onil, des de finals del segle xix, ha estat tradicionalment una localitat productora de nines. Des que Ramón Mira Vidal (ex-guàrdia civil) decidira a fabricar nines amb fang, gràcies a la idea que va prendre de francesos, anglesos i alemanys, moltes menudes empreses i tallers de la localitat es van dedicar a l'ofici.
No obstant això, a mitjan segle xx, amb l'aparició del plàstic, material molt més mal·leable, barat i fàcil de treballar que els materials tradicionals, va provocar que molts dels tallers tradicionals de nines es veieren davant d'una situació complicada. Amb els marges de beneficis que obtenien els era difícil, per no dir impossible, adquirir maquinària nova per renovar-se i això comprometia de forma seriosa el seu futur. Els joguets que fabricaven eren laboriosos en la seua fabricació, cars de vendre i a banda, el comprador els considerava fins i tot passats de moda.
La solució als problemes va passar per agrupar tots els tallers baix un mateix paraigua, podent fer front a la competència amb la compra, entre tots, de nova maquinària i sent així més competitius davant un mercat canviant, evitant així la desaparició de moltes de les empreses de la població, ja que moltes d'elles ja es trobaven en situació de fallida.
És així quan el febrer de 1957, 25 d'aquestes xicotetes empreses es van unir constituint Famosa (Fábricas Agrupadas de Muñecas de Onil Sociedad Anónima , ó Fàbriques Agrupades de Nines d'Onil, S.A., en valencià) i el primer director general va ser Isidro Rico, que el 1978 seria substituït per Jaime Ferri.
El mercat va acollir molt bé la idea i feia la impressió que tots estaven molt satisfets amb el nou escenari. No obstant això, prompte arribarien seriosos problemes per a la companyia de nou fundada. El primer inconvenient greu a què va fer front Famosa va vindre precisament de l'interior de la mateixa agrupació, ja que l'abandonament de quatre empreses que la formaven va arrossegar a una majoria d'elles en abandonar la societat. El fet de tractar-se d'empreses de la mateixa localitat i fins i tot amb llaços familiars entre elles va propiciar esta "fugida". Així doncs, Famosa sols va continuar amb cinc de les empreses fundadores, que van decidir seguir endavant amb el projecte.
Un altre fort revés que va patir la primerenca Famosa va ser el llançament del ninot "Baby Godín" l'any 1963. Quan tot estava preparat i amb les comandes a punt de servir-se, van comprovar als magatzems que el color carn dels ninots es va transformar inexplicablement en un color groc, fet que, com és lògic, va impedir la comercialització. La baixa qualitat del plàstic amb què es treballava segurament va ser la causant del fet. L'ús de plàstic de mala qualitat, es devia al fet que aquest era l'únic que el govern de llavors permetia comprar, ja que estava severament restringida la importació d'esta matèria primera.

## "Las muñecas de Famosa"
Amb la tornada "Las muñecas de FAMOSA se dirigen al portal", l'empresa Famosa va publicitar les seues nines a un anunci televisiu que va ser recordat com un dels anuncis més famosos de la televisió del país. Va ser estrenat a la Televisió Espanyola en 1970 i la cançó va ser composta per Luis Figuerola-Ferretti. Durant 4 dècades este anunci ha estat àmpliament retransmés a les televisions espanyoles cada Nadal.

## Els clicks deFamobil
En la dècada de 1970, Famosa estava en un dels seus millors moments com a fabricant de nines. Intel·ligentment, els seus directius van considerar que, a part de la producció pròpia, també resultaria interessant incloure al catàleg general altres línies. Necessitaven una cosa nova i desconeguda a Espanya per la qual cosa van començar a buscar llicències a mercats estrangers, contactant amb Geobra Brandstätter, que estava llançant una nova línia de ninots: Playmobil.
Els primers contactes entre ambdues empreses van tindre lloc el 1973, començant a fabricar-se els clicks en Onil l'any 1976. La data de la desaparició de Famobil no se sap amb certesa, ja que encara que va succeir entre 1982 i 1983, Famobil es va diluir en el temps substituïda per Playmobil S.A., empresa on la joguetera alemanya i Famosa participaven en el 50%, i que continuaria tenint la seu social i la fàbrica a Onil. Més endavant es crearia Playmobil Ibérica S.A., suposant l'abandó de Famosa de l'empresa, romanent al 100% en mans de Geobra, alhora que la producció es descentralitzava a Malta. Amb l'abandó de la llicència Playmobil, Famosa crea una línia nova de productes enfocats a personatges i escenaris de pel·lícules d'animació, que encara hui en dia continua amb èxit, a destacar les llicències de Caillou i Disney.

## Actualitat
Els productes que actualment comercialitza Famosa inclouen joguets tan reeixits com: Nenuco, Pin y Pon o Nancy.
En 2003, Famosa fusiona totes les seues empreses, i ven el seu capital social a tres empreses; Caixa d'Estalvis del Mediterrani, Inveralia i Torreal, Ahorro Corporación. Posteriorment el 2005 és comprada per Vista Capital. Després d'aquesta venda la producció a la factoria espanyola, es veu reduïda en un 70%, al deslocalitzar-se a la Xina, portant aquest fet a moltes famílies i empreses que depenien exclusivament d'aquesta empresa, a la fallida.
Posteriorment el 2006, Famosa compra l'empresa Feber, situada en la veïna Ibi, i l'empresa Play by Play, dedicada als peluixos. Amb aquesta operació, es converteix en líder a Espanya en les categories d'outdoor i vehicles a bateria i reforça la seua presència internacional. El 2019, l'empresa italiana Giochi Preziosi va adquirir Famosa, per la qual cosa la marca italiana va desaparèixer del mercat espanyol per prioritzar la històrica.